# Pseudandriasa
Pseudandriasa este un gen de molii din familia Sphingidae. 
Conține o singură specie,Pseudandriasa mutata, care este întâlnită în Provincia KwaZulu-Natal.